# Ланг (льодовик)
Льодовик Ланг (нім. Langgletscher) — долинний льодовик в глибині долини Льоченталь на південному схилі Бернських Альп, на території громади Блаттен кантону Вале, Швейцарія. З 1888 року (дата початку спостереження) льодовик зменшується (хоча і зростав в першій половині XX століття) і за цей час відступив вже майже на 770 м.

## Опис
Льодовик розташований в глибині на висоті між 3890 та 2077 м.н.м. (з урахуванням фірнів за вимірюваннями 2005 року) та має південно-західний ухил стікання (23,2°).
За вимірюваннями у 2005 році Ланг мав довжину 6,6 км, ширину від 1 км в верхній частині до 0,5 км в нижній частині, та площу бл. 10,1 км².
Свій початок льодовик Ланг бере з двох рукавів:
- більший за розміром має назву льодовик Анунг (нім. Anungletscher, також нім. Anengletscher), що бере початок на південному схилі покритої льодовиками гори Міттагхорн на висоті близько 3 890 м.н.м., стікаючи з обриву крижаною річкою до 1 км шириною;
- менший рукав починається на перевалі Льоченлюке на висоті 3 170 м.н.м. і тече вздовж північного підніжжя гори Шинхорн на південний захід .

Язик льодовика сьогодні закінчується на висоті бл. 2 100 м, але він майже весь покритий уламками гірської породи.
Тала вода впадає у річку Лонза, яка тече по долині Льоченталь і є притокою Рони.
Підніжжя льодовика Ланг (територія між його максимальною довжиною у 1850 році (Малий льодовиковий період) та сучасним кінцем язика) є об'єктом національного (швейцарського) значення такого типу ландшафтів.

## Альпінізм
На висоті 3 240 м.н.м., над місцем виступу гряди Анненграт, яка відділяє льодовик Ланг зі сходу від системи льодовика Алеч, недалеко від перевалу Льоченлюке розташований прихисток нім. Hollandiahütte, яким управляє Swiss Alpine Club. Цей прихисток є важливим пунктом для багатьох льодовикових маршрутів від долин Льоченталь до Юнгфрауйох, або далі на схід до перевалу Грімзельпас.